# 土手重治
土手 重治（どて しげはる、1938年9月2日 - 2025年3月23日）は、日本の経営者。JFEエンジニアリング社長を務めた。

## 経歴
高知県出身。1961年に京都大学工学部航空工学科を卒業し、同年に日本鋼管に入社。1991年6月に取締役に就任し、1994年6月に常務、1997年6月に副社長を経て、2003年4月から2004年4月までにJFEエンジニアリング社長を務めた。
2025年3月23日死去。86歳没。